# Григорій Великої Вірменії (фрегат, 1791)
«Григо́рій Вели́кої Вірме́нії» (рос. дореф. «Григорий Великия Армении») — вітрильний 60-гарматний фрегат Чорноморського флоту Російської імперії.

## Опис
Вітрильний 60-гарматний фрегат. Довжина корабля складала 48,2 метра, ширина — 13,6 метра, осадка — 5,6 метра.
Озброєння корабля становило 60 гармат. Батарея «Григорія Великої Вірменії» складалася з тридцяти восьми 30-фунтових гармат на палубі. Ще двадцять дві 18-фунтові гармати знаходилися на баці і чвертьпалубі. Екіпаж складав 428 осіб.
Корабель названо на честь священномученика єпископа Григорія, просвітителя Великої Вірменії.

## Історія
Закладений у Миколаєві на стапелі Миколаївського адміралтейства 30 вересня 1790 року, головний будівник — корабельний підмайстер О. П. Соколов. Після спуску на воду 12 червня 1791 року перейшов до Севастополя і увійшов до складу Чорноморського флоту Російської імперії.
Протягом 1794—1797 років і в травні—червні 1798 року у складі ескадр перебував у практичних плаваннях Чорним морем.

### Війна другої коаліції
Брав участь у Війні другої коаліції 1798—1800 років. 13 серпня 1798 року у складі ескадри віцеадмірала Ф. Ф. Ушакова вийшов із Севастополя до Середземного моря для спільних дій із турецьким флотом проти Франції і 24 серпня прибув у Буюк-дере.
20 вересня того ж року у складі об'єднаної російсько-турецької ескадри вийшов із протоки Дарданелли в Архіпелаг, а 24 вересня разом із фрегатом «Щасливий» відокремився від ескадри і направився в бік Іонічних островів. 28 вересня фрегати підійшли до острова Церіго, обстріляли фортецю Сан-Ніколо, висадили десант, що захопив її, а потім приєдналися до ескадри Ф. Ф. Ушакова.
1 жовтня ескадра підійшла до фортеці Капсала, висадила десант і почала бомбардування, після чого фортеця капітулювала. 13 жовтня ескадра висадила десант і обстріляла берегові батареї острова Занте, примусивши його капітулювати. За сім днів, 20 жовтня, у складі загону капітана 1-го рангу І. А. Селівачова фрегат відокремився від ескадри, 24 жовтня підійшов до фортеці Корфу і блокував її з моря.
18 лютого 1799 року «Григорій Великої Вірменії» брав участь у штурмі Корфу, обстрілюючи батарею № 4 на острові Відо. 15 квітня того ж року у складі загону капітан-командора О. А. Сорокіна вийшов із Корфу для участі в бойових діях поблизу південних берегів Італії.
23 квітня група підійшла до міста Бриндізі і висадила десант, який штурмом захопив міську цитадель. 1 травня загін підійшов до міста Мола, обстріляв берегові укріплення і примусив місто до капітуляції. Наступного дня кораблі висадили десант біля міста Барі, а 9 травня підійшов до Манфредонії, де висадив десант під командуванням капітана 2-го рангу Г. Г. Беллі для боїв на півдні Італії.
23 червня загін повернувся в Корфу, звідки 24 липня фрегат у складі ескадри Ф. Ф. Ушакова вийшов до Мессіні, куди прибув 3 серпня. 19 серпня у складі загону О. А. Сорокіна «Григорій Великої Вірменії» відокремився від ескадри і 25 серпня прийшов до Неаполя для підтримки операцій десантного загону капітана Беллі.
8 жовтня фрегат увійшов у гавань Неаполя для кілювання. У січні наступного року корабель отримав наказ Ушакова повертатися в Корфу, але на прохання неаполітанського уряду разом із загоном фрегат залишився в Неаполі і перебував там до червня 1802 року.

### Подальша доля
28 червня 1802 року разом із двома транспортними суднами вийшов із Неаполя і 21 жовтня прибув до Костянтинополя, де залишився на зимівлюю. 23 липня наступного року прийшов до Миколаєва.
11 серпня 1804 року, прийнявши в Одесі на борт війська, «Григорій Великої Вірменії» вийшов у Середземне море і 1 вересня прибув у Корфу, де перебував до 1809 року і використовувався як плавучий шпиталь. У тому ж році проданий, а екіпаж доправлений в Італію, звідки згодом був транспортований до Російської імперії.

## Командири
- А. П. Алексіано (1791—1797);
- І. А. Шостак (1798—1803);
- Ф. П. Сарандинакі (1804—1805);
- Є. Д. Каламара (1806—1807).